# Горбунова, Софья Александровна
Со́фья Алекса́ндровна Горбуно́ва (до 1951 — Виногра́дова; род. 4 июля 1927, Москва) — советская волейболистка, игрок сборной СССР (1952—1956). Двукратная чемпионка мира, трёхкратная чемпионка СССР. Нападающая. Заслуженный мастер спорта СССР (1956).

## Биография
Выступала за команды: 1947—1949 — СКИФ (Москва), 1950—1951 — «Большевик»/«Искра» (Москва), 1952—1959 — «Динамо» (Москва). В составе «Динамо»: чемпионка СССР (1954 и 1955), серебряный призёр союзных первенств (1952, 1957, 1958). В составе сборной Москвы — чемпионка СССР и Спартакиады народов СССР 1956 года.
В сборной СССР в официальных соревнованиях выступала в 1952—1956 годах. В её составе: двукратная чемпионка мира (1952 и 1956), серебряный призёр чемпионата Европы 1955.
Окончила Московский институт иностранных языков имени Мориса Тореза. После окончания спортивной карьеры работала педагогом.

## Награды
- Орден «Знак Почёта» (27.04.1957) — «за успехи, достигнутые в деле развития массового физкультурного движения в стране, повышения мастерства советских спортсменов, и успешное выступление на международных соревнованиях»